# 敖润苏莫苏木
敖润苏莫苏木，是中华人民共和国内蒙古自治区赤峰市敖汉旗下辖的一个乡镇级行政单位。

## 行政区划
敖润苏莫苏木下辖以下地区：
海布日嘎嘎查、乌兰章古嘎查、固日班毛都嘎查、敖润苏莫嘎查、荷也勿苏嘎查和巴彦宝力高嘎查。